# Місі (Во)
Місі (фр. Missy) — громада  в Швейцарії в кантоні Во, округ Бруа-Вюлі.

## Географія
Громада розташована на відстані близько 37 км на захід від Берна, 50 км на північний схід від Лозанни.
Місі має площу 3,1 км², з яких на 9,5% дозволяється будівництво (житлове та будівництво доріг), 86,2% використовуються в сільськогосподарських цілях, 3,3% зайнято лісами, 1% не є продуктивними (річки, льодовики або гори).

## Демографія
2019 року в громаді мешкало 360 осіб (+19,6% порівняно з 2010 роком), іноземців було 16,4%. Густота населення становила 116 осіб/км².
За віковим діапазоном населення розподілялося таким чином: 22,8% — особи молодші 20 років, 56,9% — особи у віці 20—64 років, 20,3% — особи у віці 65 років та старші. Було 152 помешкань (у середньому 2,4 особи в помешканні).
Із загальної кількості 80 працюючих 40 було зайнятих в первинному секторі, 10 — в обробній промисловості, 30 — в галузі послуг.